# باليبلن
بالَيبَلَن، أو لسان المحيي بالعربية، لغة مصطنعة اختراعها في القرن السادس عشر الشاعر المتصوف أبو طالب محمد بن فتح الله المشهور باسم محيي الكلشني.

## وجه التسمية
لفظة باليبلن مركبة من 'بَالَ' «لسان» منصوبة لإضافتها و'بَلَن' «مُحيٍ» المتصلة بحرف التعريف يَ المكافئ لام التعريف العربية في المعنى والوصل. و'بَلَن' اسم فاعل الفعل المتعدي 'بَلَم' «أَحيى».

## رسم الخط
| حروف عربية ومثلها في باليبلن | حروف عربية ومثلها في باليبلن | حروف عربية ومثلها في باليبلن | حروف عربية ومثلها في باليبلن | حروف عربية ومثلها في باليبلن | حروف عربية ومثلها في باليبلن | حروف عربية ومثلها في باليبلن | حروف عربية ومثلها في باليبلن |
| ---------------------------- | ---------------------------- | ---------------------------- | ---------------------------- | ---------------------------- | ---------------------------- | ---------------------------- | ---------------------------- |
| ألف                          | اَنَا                          |                              | راء                          | رَن                           |                              | فاء                          | فِن                           |
| باء                          | بِر                           | زاي                          | زَن                           | قاف                          | قِن                           |                              |                              |
| پاء                          | پِي                           | ژاء                          | ژِي                           | كاف                          | كِن                           |                              |                              |
| تاء                          | تِر                           | سين                          | سِر                           | گاف                          | ڭِي                           |                              |                              |
| ثاء                          | ثَم                           | شين                          | شِر                           | كاف                          | ڮِم                           |                              |                              |
| جيم                          | جا                           | صاد                          | صَد                           | لام                          | لا                           |                              |                              |
| چيم                          | چِي                           | ضاد                          | ضَد                           | ميم                          | ما                           |                              |                              |
| حاء                          | حَا                           | طاء                          | طِي                           | نون                          | نا                           |                              |                              |
| خاء                          | خَو                           | ظاء                          | ظِي                           | واو                          | وَر                           |                              |                              |
| دال                          | دَو                           | عين                          | عِي                           | هاء                          | هِر                           |                              |                              |
| ذال                          | ذَو                           | غين                          | غِي                           | ياء                          | يَم                           |                              |                              |

| تشديد                   | ققنم |
| جزم                     | عَزَم  |
| مد                      | قَم   |
| الحركات الثلاث (البناء) |      |
| فتح                     | كوم  |
| ضم                      | جمم  |
| كسر                     | صيم  |
| (الإعراب)               |      |
| نصب                     | فچوم |
| رفع                     | ذرم  |
| جر                      | شرم  |

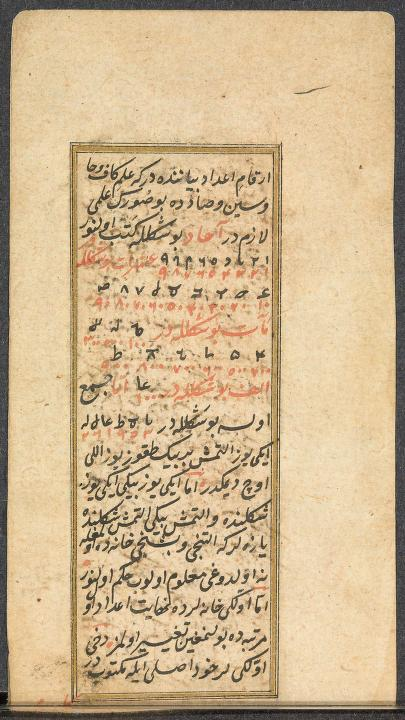
رموز الأعداد في صفحة من كتاب باليبلن

يستعمل لكتابة باليبلن ثلاثة وثلاثون حرفا مشتقا عربيا، أما الهمزة فتعد مع الألف لأن لها نفس صورته وتسمى «أَم». أسماء الحروف كلها أكرفونية.

الإعجام الصحيح لحرف "ڮ"، المسمى الكاف الهندية، هو برسم النقط الثلاث تحت شرطة الكاف وليس تحت سطرها، لكن ذلك الشكل غير موجود في اليونكود. أغلب الظن أن هذا الحرف يلفظ ‎[kʰ]‏ كالكاف السندية، لكن ذلك ليس مؤكدا.
جميع الحروف المثلثة، أي المنقوطة بثلاث نقط، تسمى الحروف العجمية، ما عدا «ش» و«ث». لا يوجد أي لفظ ينتهي بحرف «ث».

## مفردات
| ألفاظ عربية وما يكافئها في باليبلن | ألفاظ عربية وما يكافئها في باليبلن | ألفاظ عربية وما يكافئها في باليبلن | ألفاظ عربية وما يكافئها في باليبلن | ألفاظ عربية وما يكافئها في باليبلن | ألفاظ عربية وما يكافئها في باليبلن | ألفاظ عربية وما يكافئها في باليبلن | ألفاظ عربية وما يكافئها في باليبلن | ألفاظ عربية وما يكافئها في باليبلن | ألفاظ عربية وما يكافئها في باليبلن | ألفاظ عربية وما يكافئها في باليبلن | ألفاظ عربية وما يكافئها في باليبلن | ألفاظ عربية وما يكافئها في باليبلن | ألفاظ عربية وما يكافئها في باليبلن | ألفاظ عربية وما يكافئها في باليبلن | ألفاظ عربية وما يكافئها في باليبلن | ألفاظ عربية وما يكافئها في باليبلن | ألفاظ عربية وما يكافئها في باليبلن | ألفاظ عربية وما يكافئها في باليبلن | ألفاظ عربية وما يكافئها في باليبلن |
| ---------------------------------- | ---------------------------------- | ---------------------------------- | ---------------------------------- | ---------------------------------- | ---------------------------------- | ---------------------------------- | ---------------------------------- | ---------------------------------- | ---------------------------------- | ---------------------------------- | ---------------------------------- | ---------------------------------- | ---------------------------------- | ---------------------------------- | ---------------------------------- | ---------------------------------- | ---------------------------------- | ---------------------------------- | ---------------------------------- |
| بِ‐                                 | بَ‐1                                |                                    | ال‐                                | ي‐                                 |                                    | ‐يّ                                 | ‐ي                                 |                                    | لِ‐                                 | رَ‐                                 |                                    | لَ‐                                 | مُ‐                                 |                                    | كَ‐                                 | مَ‐                                 |                                    | فَ‐                                 | مِ‐                                 |
| (وصل)                              | ‐وَ2                                | وَ‐                                 | اَ‐                                 | ‐نَا                                | ‐د                                 | لا (النفي)                         | لَ‐                                 | حرف                                | كاب                                | أَمّا                                | سِنَا                                | بعد                                | فِي                                 |                                    |                                    |                                    |                                    |                                    |                                    |
| (جمع)                              | ‐ا3                                | جميع                               | جامَ                                | شيء                                | نَش                                 | قَلب                                | لَبم                                | حركة                               | پَسَمَ                                | أصل                                | ذاتَ                                | عالَم                               | فان                                |                                    |                                    |                                    |                                    |                                    |                                    |
| واحد (أحد …)                       | آد4                                | أُولى                               | وازَم                               | أول                                | واز                                | أول (حادي …)                       | اَدَم                                | ثانٍ                                | بَزَم                                | ثالث                               | جِلَم                                | تنوّر                               | نِخَم5                               |                                    |                                    |                                    |                                    |                                    |                                    |

- ^1 حرف 'ب' مستعمل كذلك للفصل بين '‐ا' المد الآتية في آخر الكلمة و'‐ي' المد (المكافئة في العربية لضمير الغائب ‐ه)، فعملها مثل عمل نون الوقاية للأفعال في العربية.
- ^2 إذا التقى ساكنان كل منهما في كلمة، تلحق '‐وَ' بأولهما لتحقيق الوصل، نحو 'رَڭِوزَأوَ ينَشَا' «مصادرُ الأشياء» فحرفا 'ا' و'ي' كلاهما ساكن في هذه الحال؛ مثلما يحصل عندما يلتقي ساكنان أحدهما في آخر الكلمة والآخر في بداية الأخرى إذ تلزم القاعدة في العربية بأن يكسر الذي في آخر الكلمة الأولى، كقولك «خذِ الكتاب» بكسر الذال.
- ^3 الأسماء المنتهية بحرف 'ا' تلحق بها '‐يا' عند جمعها، مثلا چُنَا «الذي» جمعها چُنَايَا «الذين». من ناحية أخرى، قد يكون '‐ا' مكافئا كذلك لألف العوض، فقد جاءت في كتاب أصل المقاصد وفصل المراصد ترجمة لفظة «نُورًا» بلفظة 'فاجَا' و'قاجَا' «ظُهُورًا» ('فَاج' «نور»، 'قاج' «ظهور»؛ ولا تَخفى التقفية بين الكلمتين في كلتي اللغتين).[6]
- ^4 عندما يركب 'آد' وعددا من العشرات أو المئات أو الألوف فإن 'د' تحذف منه، وعليه فبدل أن تقول 'اَديا' «أحد عشر» فإنك تقول 'اَيَا'، وكذلك في سائر أسماء العدد.[7]
- ^5 الترجمة الكاملة لمعنى كلمة «نِخَم»: «صيام ستة وستين يوما، مع الامتناع عن أكل أي حيوان فيها، وقيامُ لياليها، وذكرُ أسماء الله الحسنى بالسبحة ستمئة وستين مرة في كل يوم منها ونطق اسم الله ستا وستين مرة عند إتمام السبحة كل مرة؛ ثم ذكر «الاسم الذاتي» 'يا نيخ' ستمئة وستين مرة والتفكر فيه.» ويرى المترجم أن 'نِخَم' فعل مشتق من كلمة 'نيخ'. ويشك في أن 'نخم' مركبة من 'نِم' «أحرق» و'خَم' بمعنى «إخراج النور من الظلمات»، غير أنه يذهب إلى جواز هذا التركيب قياسا بأمثلة أخرى.[8]